# Guanakó
A guanakó (Lama guanicoe) az emlősök (Mammalia) osztályának párosujjú patások (Artiodactyla) rendjébe, ezen belül a tevefélék (Camelidae) családjába tartozó faj.
Főleg vadon élnek: a spanyol hódítások után húsáért és bőréért vadászták, csaknem kiirtották. Manapság főleg rezervátumokban található meg.

## Előfordulása
A guanakó elterjedési területe: Argentína, Peru, Bolívia, Chile, Ecuador és Kolumbia. Főként az Andok lankáin fordul elő, bár élőhelyének minősége és elhelyezkedése is különböző. A száraz, hegyi régiókban lehet vele leginkább találkozni. Chilében és Argentínában a patagóniai területeken gyakori, de nagy populációi élnek a Torres del Paine Nemzeti Parkban, és az Isla Grande de Tierra del Fuego Nemzeti Parkban is. Az itteni populációk a legerősebbek, mert nem kell osztozniuk a legelőn a háziállatokkal. Az indiánok guanakókat is nevelnek, hogy ezzel is segítsék a faj fennmaradását. 2011-ben létszámukat 400 000-600 000-re becsülték. Az Amerikai Egyesült Államokban 300 guanakó él állatkertben, és 200 regisztrált egyed magáncsordában. A guanakó a háziasított láma vad alakja.
Fellelhető az Atacama-sivatagban is, ahol egyes helyeken már több mint 50 éve nem esett eső. Túlélését a partvonal teszi lehetővé, ahol a hűvös tenger a meleg szárazfölddel érintkezik, melynek következtében a levegő lehűl, és köd képződik. Ez a köd elterül a sivatag fölött, így a kaktuszok képesek felvenni a vizet a levegőből. A guanakók a kaktusz elfogyasztásával a vízhez is hozzájutnak.

## Alfajai
- Lama guanicoe cacsilensis Lönnberg, 1913
- Lama guanicoe guanicoe (Statius Müller, 1776)
- Lama guanicoe huacanus
- Lama guanicoe voglii (Krumbiegel, 1944)

## Megjelenése
A guanakó hossza 150-200 centiméter, farokhossza 22-25 centiméter, marmagassága 90-125 centiméter és testtömege 80-120 kilogramm. A finom, rövid alsó szőrzet felett levő vastag fedőszőr mélyen gyökerezik a vastag, erős bőrben, színe erős vörösesbarna. Feje keskeny; szeme nagy, feltűnő; szemhéján hosszú szempillasor van. Nyaka hosszú, vékony és egyenes. Farka viszonylag rövid, kerek és vastag, alsó része szőrtelen. Lábujja alatt keskeny, de vastag, rugalmas párnázat (sarokvánkos) található. Gyomra a többi teveféléhez hasonlóan több kamrás, ami segíti megemészteni a növényi táplálékot.
Nyakát vastag bőr védi a harapás ellen. Ez a jellegzetessége megmaradt háziasított rokonainál, a lámánál és az alpakánál is, valamint a szintén vad rokon vikunya (Vicugna vicugna) nyakbőre is vastag. Bolívia lakói cipőt készítenek ebből a bőrből. 2013-ban a chilei kormány évi 15 ezer guanakó levadászását hagyta jóvá.
Akár 5000 méteres magasságban is megtalálható. A lámafélék közül ez a faj jut a legmagasabbra. Ahhoz, hogy megélhessen ebben a magasságban, vére bővelkedik vörös vértestekben. Egy teáskanálnyi guanakó vérben 68 millió vörös vértest található, ami négyszer annyi, mint az emberi vérben.

## Életmódja
Az állat társas, csordákban él, nappal aktív igazán, délután indul táplálékkeresésre, amely kizárólag növényekből áll. A guanakó egyedülálló abban, hogy képes az összes tápanyagot és a vizet is a sivatagi kaktuszfélékből (Cactaceae) felvenni. A kérődzőkhöz (Ruminantia) hasonlóan az alapos rágás nélkül lenyelt táplálékot visszaöklendezve újra megrágja, habár a teveféléknek nem sok közük van a kérődzőkhöz, ezt az előbéli mirigy jelenléte jelzi.
A manátuszok, a tapír és a jaguár mellett a legnagyobb vadon élő emlős Dél-Amerikában. Ha veszélyben érzi magát, akkor gyakran köp.
Kis csoportokban járja az Andok hatalmas hegységeit. Akár 56 km/órával is képes szaladni a sziklás vidéken. Kiválóan úszik. A csoportokat vagy egy hím és háreme alkotja, vagy kizárólag hímekből áll. A fiatal hímek három-négy évig élnek csordában. A nőstények csapata kicsi, ritkán haladja meg a 10-es egyedszámot, míg a hím csordák akár 50 fősek is lehetnek. A pár nélküli hímek állandóan harcolnak egymással, amivel a későbbi háremszerző harcokra készülnek fel. Először vagy területet foglalnak, vagy megküzdenek egy vezérhímmel a hatalomátvételért. Az öreg, elűzött hímek általában magányosan élnek. A fiatal hímek együtt kóborolnak és saját hárem kialakítására törekszenek. Ha veszélyben érzik magukat, akkor magas hangú mekegéssel figyelmeztetik a csapatot. A guanakók komoly ellensége a jaguár (Panthera onca), az andoki puma (Puma concolor araucanus), és a kondorkeselyű (Vultur gryphus), ez utóbbi főleg a borjakat veszélyezteti. A beteg és a fiatal egyedeket a culpeo pamparóka (Lycalopex culpaeus)  is elejtheti. A guanakó a hatékonyabb védekezés érdekében kihasználja a nanduval (Rhea americana) közös életterét, a futómadár ugyanis nagyobb távolságból képes észlelni a veszélyeket és figyelmeztető viselkedése a guanakó csorda számára is hasznos.

## Szaporodása
A guanakó ivarérettségét 1-2 éves korában éri el. A párzási időszak augusztus-szeptember között van, amikor a csődörök megküzdenek a kancákért, s párbajra hívják ki a vezért. Harcmodoruk elég érdekes: rúgnak és harapnak, sőt gyakran gyomornedvvel köpik le az ellenfelüket. A vemhesség 345-360 napig tart, ennek végén egy, ritkábban két utód jön a világra. A kicsi a születése után rögtön feláll, két óra elteltével már ugrándozik, s elég erős ahhoz, hogy a csapattal tartson. A fiatal állat (csikó) 11-15 hónapig a csordában marad, majd más csordához csatlakozik. 15-20 évig élhet, fogságban akár 30 évig is.

## Rokon fajok
Vadon élő rokona a vikunya, míg háziasított rokonai a láma és az alpaka. Mindezek a fajok keresztezhetők; a hibridek termékenyek. Ugyan nem zárhatók ki a keresztezések, de a vikunyát nem tekintik az alpaka törzsfajának.
Az általánosan elfogadott elmélet szerint az i. e. 3. században háziasították. Háziasított egyedei lettek a láma ősei. Az újabb DNS-vizsgálatok szerint a alpaka azonban inkább a vikunyától származik.

## Gyapja
A guanakó alsó szőrét kedvelik puha tapintása és melege miatt. A vikunya után a második legjobbnak tartják, és luxuscikkek készítésére használják. Prémjével gyakran helyettesítik a vörös róka prémjét, mivel nehéz a kettő között különbséget tenni. Háziasított rokonához, a lámához hasonlóan kétféle szőre van: a durva fedőszőrzet és a puha alsó szőrzet. Ennek szálai 16-18 µ átmérőjűek, és vetekszenek a legjobb kasmírral.

## Állatkertekben
Magyarországon a Miskolci Állatkertben, a Veszprémi Állatkertben és a Szegedi Vadasparkban tartanak guanakókat.

## Képek

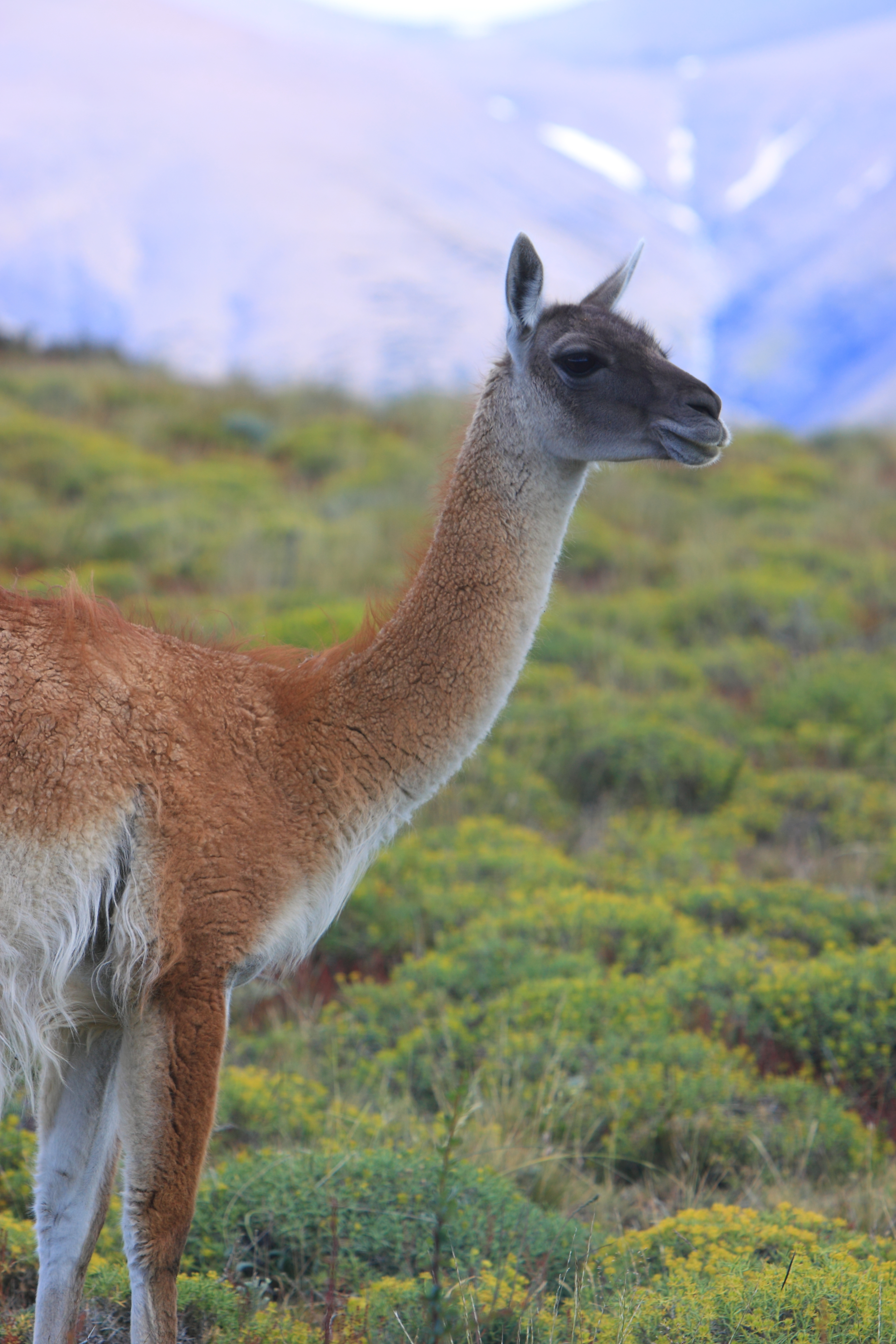
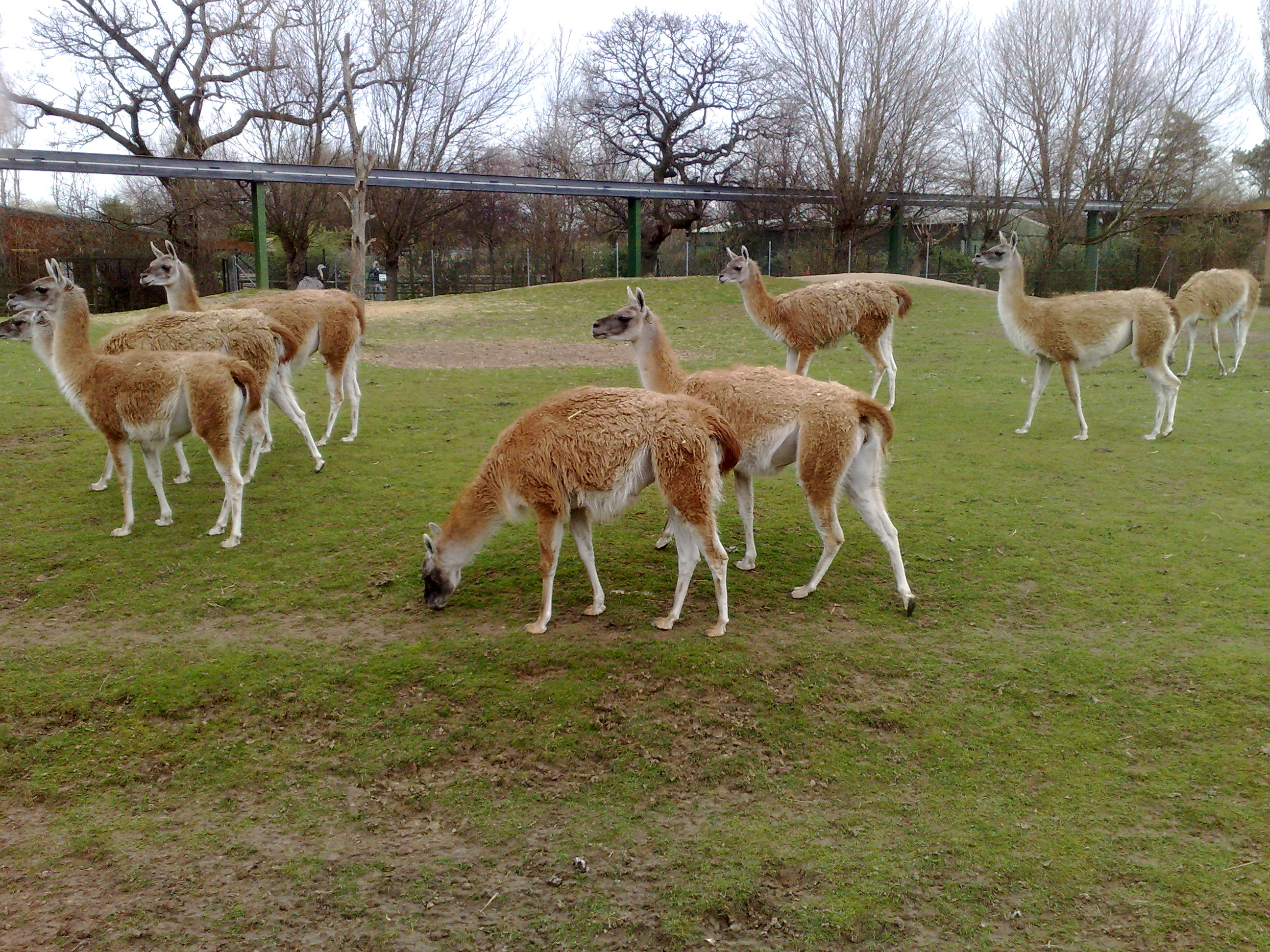
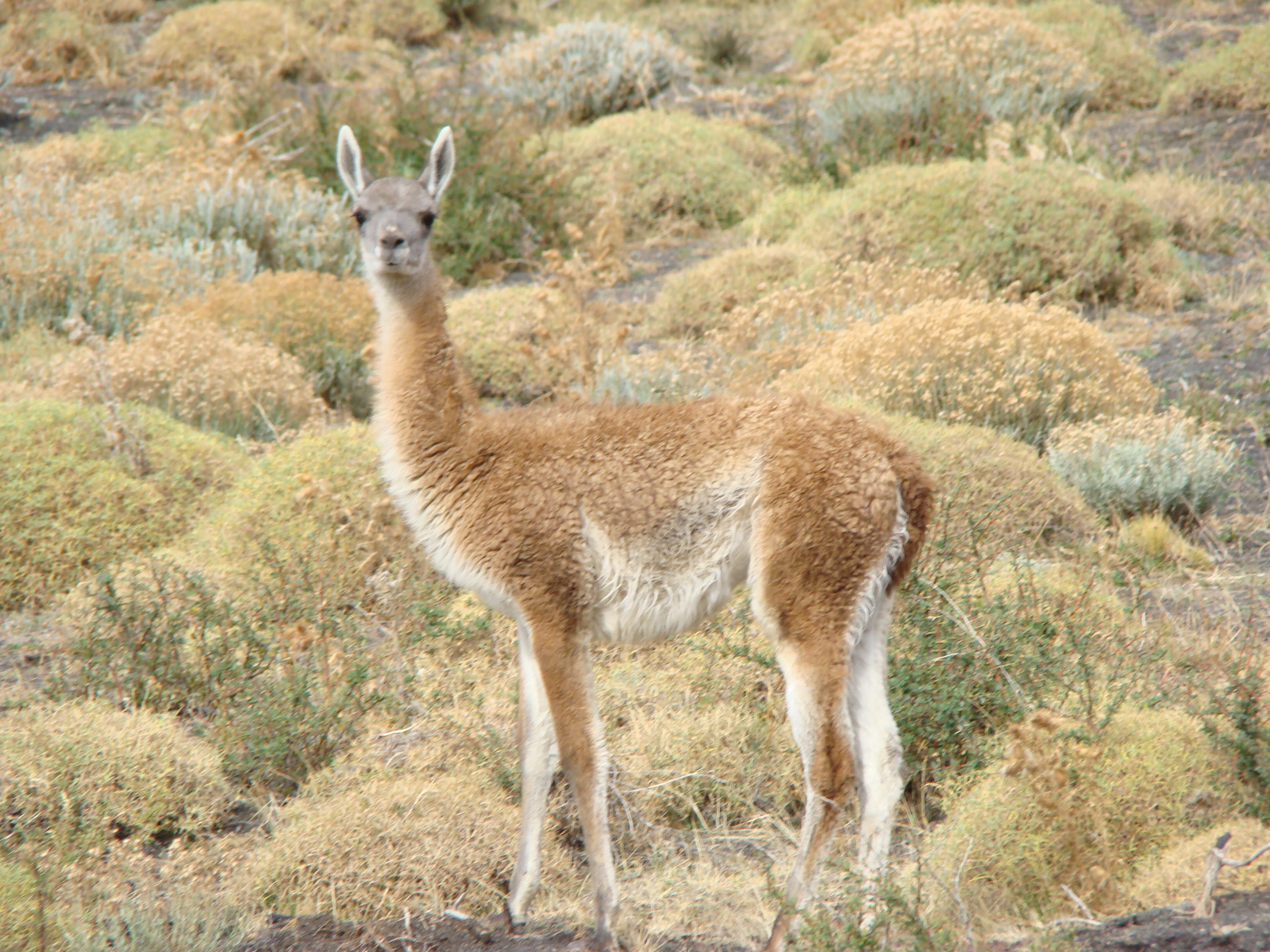
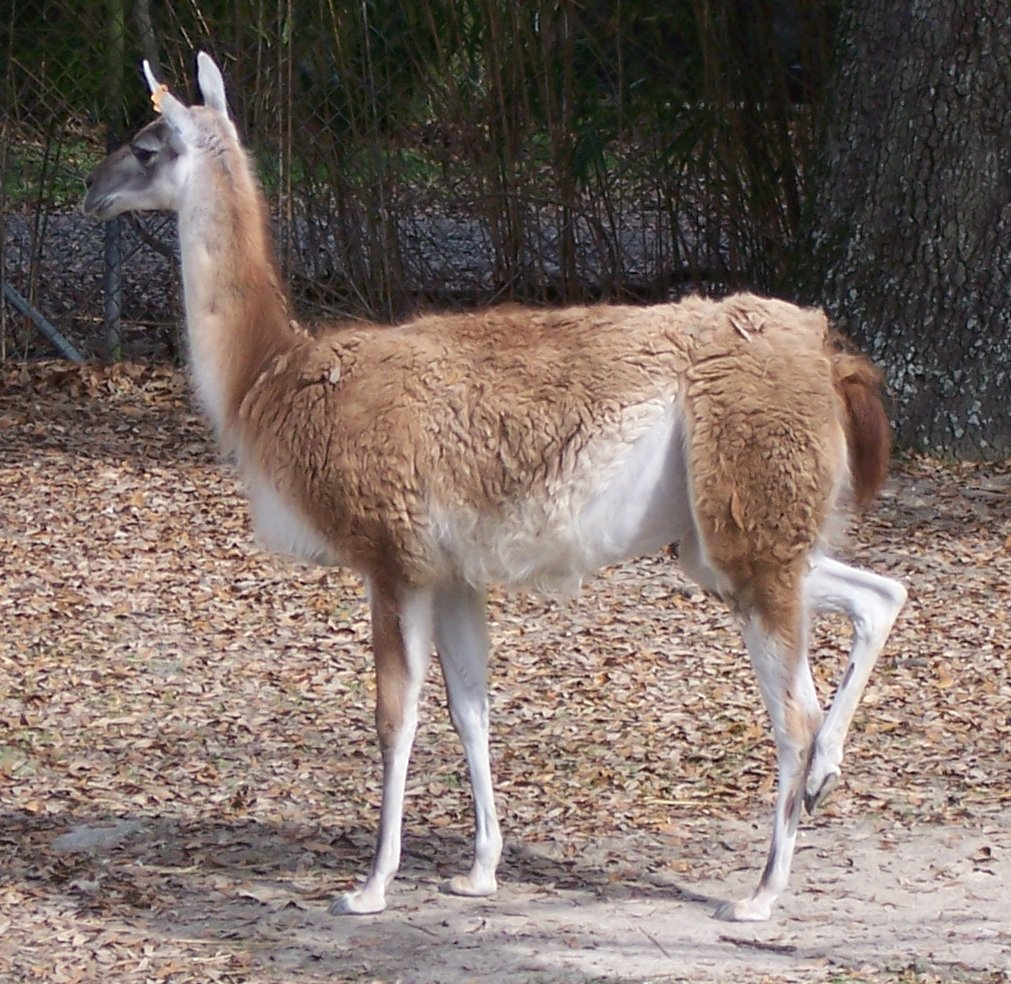
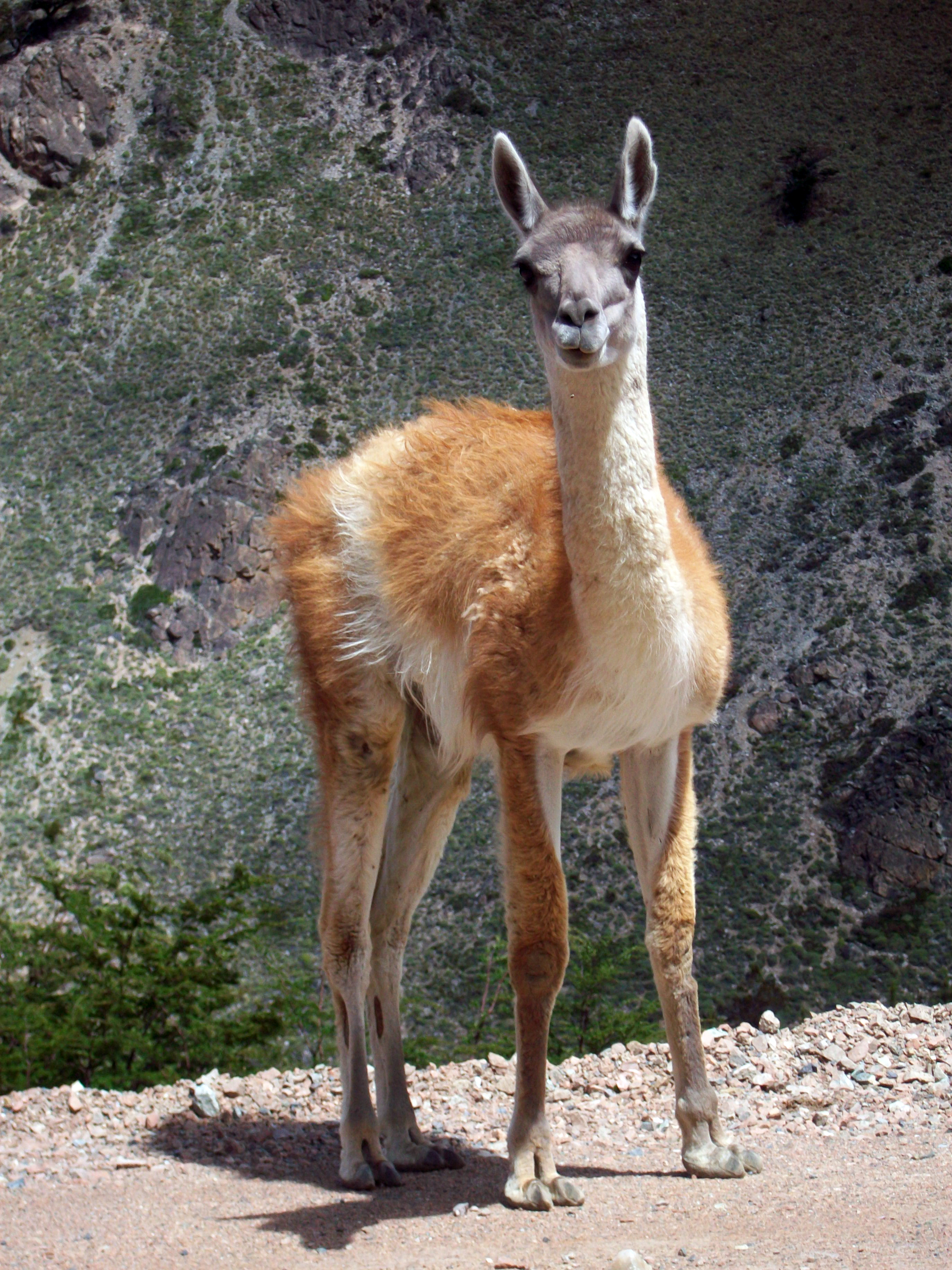
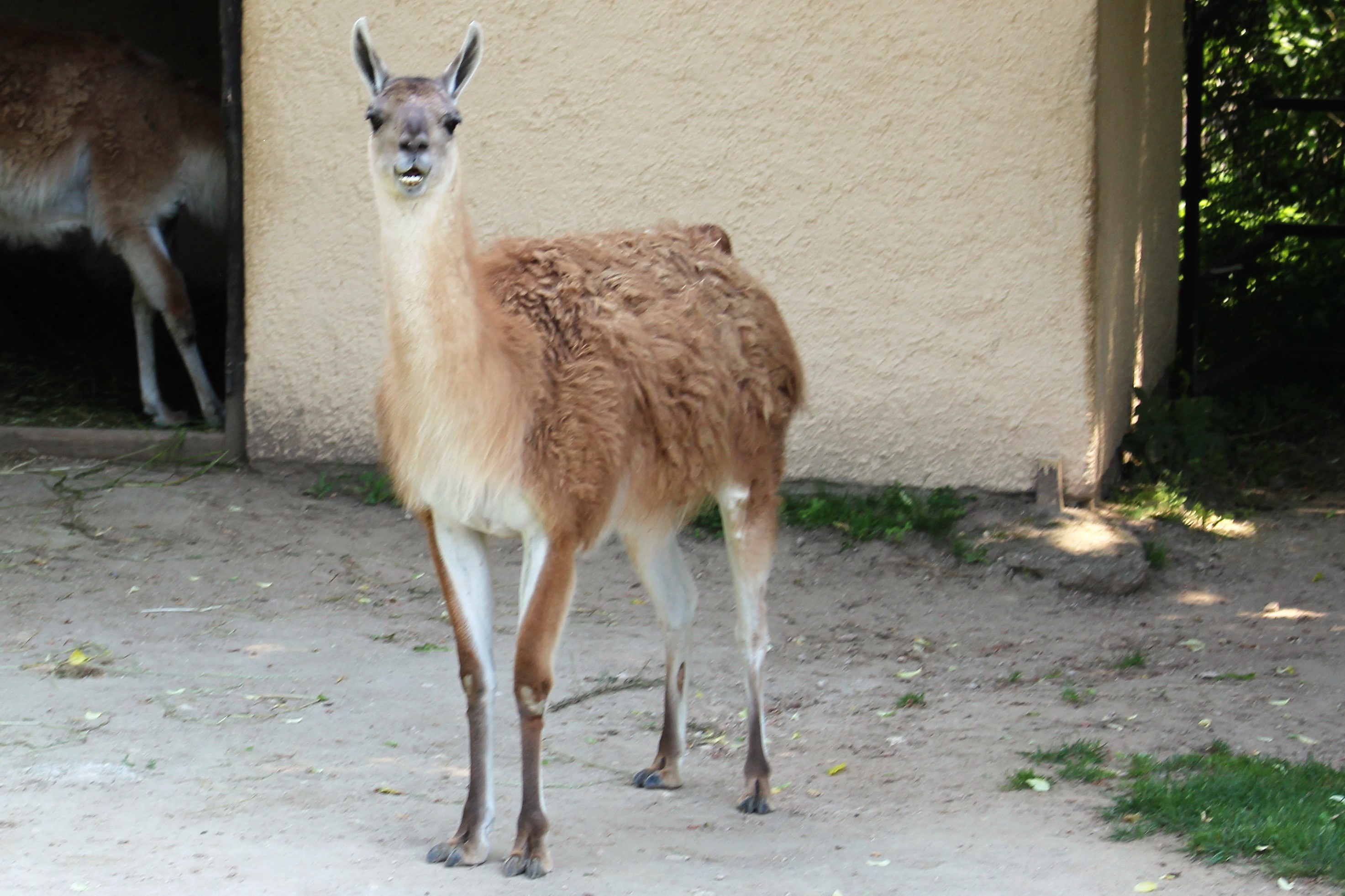
Az állat a veszprémi Kittenberger Kálmán Növény- és Vadasparkban
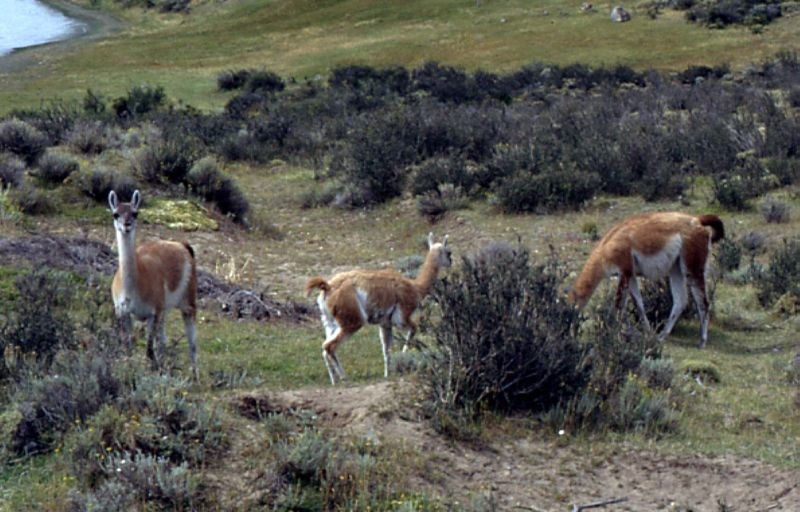
Legelésző guanakó csapat

## Fordítás
- Ez a szócikk részben vagy egészben  a   Guanaco című angol Wikipédia-szócikk fordításán alapul.  Az eredeti cikk szerkesztőit annak laptörténete sorolja fel. Ez a jelzés csupán a megfogalmazás eredetét és a szerzői jogokat jelzi, nem szolgál a cikkben szereplő információk forrásmegjelöléseként.
- Ez a szócikk részben vagy egészben  a   Guanako című német Wikipédia-szócikk fordításán alapul.  Az eredeti cikk szerkesztőit annak laptörténete sorolja fel. Ez a jelzés csupán a megfogalmazás eredetét és a szerzői jogokat jelzi, nem szolgál a cikkben szereplő információk forrásmegjelöléseként.